# مايك فارمر
مايك فارمر (بالإنجليزية: Mike Farmer)‏ مواليد 26 سبتمبر 1936 في أوكلاهوما سيتي، هو مدرب كرة سلة أمريكي ولاعب سابق. بدأ مسيرته الاحترافية في سنة 1958. تم اختياره من قبل فريق نيويورك نيكس خلال الدرافت. يبلغ طوله 6 قدم 7 بوصة (2.0 م). اعتزل اللعب في 1966. أحرز خلال مسيرته في الإن بي إيه 2816 نقطة بمعدل 6.7 نقاط في المباراة الواحدة.

## المسيرة الاحترافية
لعب مع نيويورك نيكس من سنة 1958 إلى 1961، ثم لعب مع سكرامنتو كينغز في موسم 1960–1961، ثم لعب مع أتلانتا هوكس من سنة 1962 إلى 1966.

## روابط خارجية
- مايك فارمر على موقع إن بي أي (الإنجليزية)
- مايك فارمر على موقع سبورتس رفرنس (الإنجليزية)
- مايك فارمر على موقع كلية كرة السلة في سبورتس رفرنس.كوم (الإنجليزية)
- مايك فارمر على موقع ريلجم (الإنجليزية)
- مايك فارمر على موقع بروبوليرز (الإنجليزية)
- مايك فارمر على موقع سبورتس رفرنس (الإنجليزية)